# Sainte-Ode
Sainte-Ode è un comune belga di 2 305 abitanti, situato nella provincia vallona del Lussemburgo.